# Euploea juvia
Euploea juvia är en fjärilsart som beskrevs av Hans Fruhstorfer 1908. Euploea juvia ingår i släktet Euploea och familjen praktfjärilar. Inga underarter finns listade i Catalogue of Life.